# Ricard Estrada Arimon
Ricard Estrada Arimon (Sabadell, 1950) és un enginyer tècnic agrícola i gestor mediambiental català. La vida professional, l'ha dedicada a la promoció de les solucions tècniques i dels valors ètics que garanteixin la sostenibilitat de la societat actual i futura. És també diplomat en Gestió d'Empreses per la Universitat Politècnica de Madrid i diplomat en el Curs de la Unió Europea pel Ministeri d'Afers Exteriors.

## Activitats professionals
- 1991-1993. Director general de Promoció i Desenvolupament del Departament d'Agricultura, Ramaderia i Pesca de la Generalitat de Catalunya.
- 1997-2000. Director gerent del Centre de la Propietat Forestal[1] del Departament de Medi Ambient de la Generalitat de Catalunya.
- 2001-2005. Director de la Fundació Bosch i Cardellach[2] de Sabadell.
- 2001-2004. Gerent del Consorci de l'Espai Rural de Gallecs.
- 2005. Director del Parc Agrari de Sabadell.[3]
- 2007-2012. Regidor de Sostenibilitat i Gestió d'Ecosistemes de l'Ajuntament de Sabadell.[4]

- Professor en cursos de silvicultura organitzats per la Universitat de Girona, la Universitat de Vic i la Universitat Autònoma de Barcelona.
- Membre de la Institució Catalana d'Estudis Agraris de l'Institut d'Estudis Catalans (IEC)
- Membre de l'Associació de Periodistes i Escriptors Agraris de Catalunya.[5]
- Membre de l'ADICEC (Associació de Diplomats de Cursos de la Unió Europea).
- Membre de l'equip de redacció del blog Agricultura de Catalunya

## Publicacions
- 1982. Estudi econòmic del sector agrari de Sabadell (amb Martí Valls i Sarró, Judit Argany i Comes et al.) Sabadell. Fundació Bosch i Cardellach. Quaderns d'Arxiu, número 39.
- 1983. Els boscos de Catalunya (amb Antoni Badia i Cardús i Isabel Vilanova i Prats). Barcelona. Publicacions de l'Abadia de Montserrat.
- 1984. El bosc municipal i comunal al Pirineu (amb Joan Ignasi Castelló i Vidal). Barcelona. Caixa d'Estalvis de Catalunya.
- 1984. Biomasa forestal en el monte mediterráneo. El campo: boletín de información agraria, número 95.
- 1987. El cooperativisme forestal a Catalunya.Barcelona. Institut d'Estudis Catalans. Quaderns Agraris, número 8, pàgina 25.
- 1991. L'agricultura periurbana, factor de planejament urbanístic. Barcelona. Societat Catalana de Geografia. Actes del Primer Congrés Català de Geografia.
- 1991. Protegim els nostres camps i boscos! (amb Jordi Miralles i Francisco Maciá). Terrassa. Egara.
- 1997. Estructura de la propietat forestal. Legislació forestal bàsica. Curs d'introducció a l'ordenació i explotació forestal.Girona. Unitat de Geografia de la Universitat de Girona i Centre de la Propietat Forestal (inèdit).
- 1999. Una gestió pel consum forestal". Sabadell. Fundació Bosch i Cardellach (inèdit).
- 2000. Els mercats dels productes forestals durant l'any 1999 i les perspectives per a l'any 2000. Barcelona. Centre de la Propietat Forestal. Revista Silvicultura, 28.
- 2000. La gestió forestal sostenible, un canvi de model. Barcelona. Centre de la Propietat Forestal. Revista Silvicultura, número 29.
- 2001. Reflexions sobre el model de gestió del Montnegre i el Corredor. Sant Celoni. Revista L'Aulet, número 1.
- 2001. Gallecs, una mirada a un espai agroforestal (juntament amb Josep Gordi i Serrat).Barcelona. Consorci Forestal de Catalunya. Catalunya Forestal, número 51.[6]
- 2004. L'ús del sòl i gestió medioambiental del territori de Gallecs com a connector biològic estable d'espai periurbà de l'Àrea Metropolitana de Barcelona. Viladecans. Jornades europees d'agricultura periurbana.
- 2006. El valor econòmic del paisatge. Una oportunitat pel Corredor Montnegre. Sant Celoni. Revista l'Aulet, número 6.
- 2009. El clima i la ciutat. Sabadell: 02/01/2010. Diari de Sabadell, pàgina 15.
- 2009. Un any per a la vida dels ecosistemes. Sabadell: 22/01/2010. Diari de Sabadell, pàgina 13.
- 2014. Bloc. Agricultura de Catalunya, col·laborador i administrador.
- 2014. El bosc, patrimoni col·lectiu i privat. La política forestal de la Generalitat republicana (1931-1939). Sabadell: 2014. Fundació Ars. Biblioteca Quadern, 48. ISBN 978-84-89991-30-9